# Oxytropis varlakovii
Oxytropis varlakovii är en ärtväxtart som beskrevs av Lydia Palladievna Sergievskaya. Oxytropis varlakovii ingår i släktet klovedlar, och familjen ärtväxter. Inga underarter finns listade i Catalogue of Life.